# Drosophila montgomeryi
Drosophila montgomeryi är en tvåvingeart som beskrevs av Elmo Hardy och Kenneth Y. Kaneshiro 1971. Drosophila montgomeryi ingår i släktet Drosophila och familjen daggflugor.
Artens utbredningsområde är Hawaii.